# Joyeux (Santa Lucía)
Joyeux es una localidad de Santa Lucía que forma parte del distrito de Vieux Fort.